# 天隆寺駅
天隆寺駅（てんりゅうじえき）は中華人民共和国江蘇省南京市雨花台区安徳門大街と天隆寺路の交叉点にある、南京地下鉄1号線の駅である。

## 駅構造
- 島式ホーム1面2線の高架駅。

## 駅周辺
- 菊花台公園
- 天隆寺塔林
- 浡泥国王墓

## 歴史
- 2010年5月28日 - 開業。

## 隣の駅
南京地下鉄
■1号線
安徳門駅 - 天隆寺駅 - 軟件大道駅